# Hodgesia spoliata
Hodgesia spoliata is een muggensoort uit de familie van de steekmuggen (Culicidae). De wetenschappelijke naam van de soort werd voor het eerst geldig gepubliceerd in 1923 door Edwards.